# Bakken Bears
O Bakken Bears é uma agremiação profissional de basquetebol situada na cidade de Aarhus, Jutlândia Central, Dinamarca que disputa atualmente a Liga dos Campeões.

## Prêmios
Liga Dinamarquesa
- Campeões (23) : 1957–58, 1996–97, 1998–99, 1999–00, 2000–01, 2003–04, 2004–05, 2006–07, 2007–08, 2008–09, 2010–11, 2011–12, 2012–13, 2013–14, 2017-18, 2018-19, 2019-20, 2020-21, 2021-22, 2022-23, 2023-24, 2024-25
- Finalista (8) : 1962–63, 1964–65, 1989–90, 1997–98, 2002–03, 2005–2006, 2009–10, 2014–15

Copa da Dinamarca
- Campeões (12): 1999, 2000, 2003, 2004, 2006, 2008, 2009, 2010, 2012, 2014, 2016, 2018, 2020, 2021
- Finalista (7) : 1980, 1995, 2002, 2006, 2011, 2013,[3] 2014